# Fiat 505
Fiat 505 är en personbil, tillverkad av den italienska biltillverkaren Fiat mellan 1919 och 1925.
505 byggde på samma teknik som den fyrcylindriga Fiat 501, men hade större motor och allmänt större dimensioner.
Tillverkningen uppgick till 30 000 exemplar.